# Thamiaraea americana
Thamiaraea americana är en skalbaggsart som beskrevs av Max Bernhauer 1907. Thamiaraea americana ingår i släktet Thamiaraea och familjen kortvingar. Inga underarter finns listade i Catalogue of Life.